# 洛杉磯港

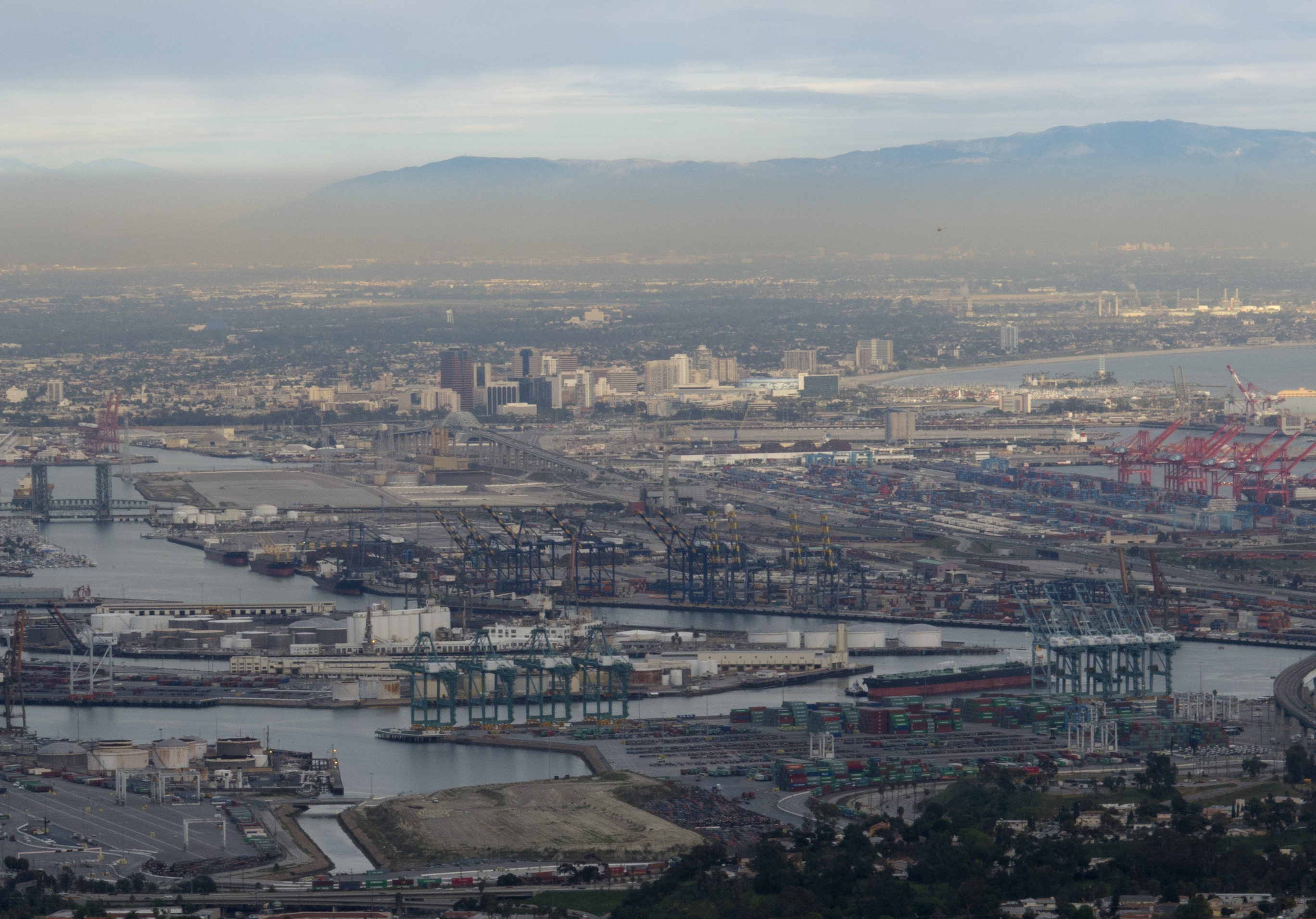
洛杉磯港

洛杉磯港（英語：Port of Los Angeles）是美國加利福尼亞州洛杉磯的港口，佔地面積和水域面積達7,500 acre（3,000 ha），港口內海岸線長度43 mi（69 km）。洛杉磯港位於洛杉磯附近的聖佩德羅灣和威爾明頓地區，與長堤港相鄰。有接近1,000名僱員在洛杉磯港工作。洛杉磯港是美國西邊最繁忙的貨櫃港。

## 外部連結
- 官方网站
- Panoramic photographs of Los Angeles Harbor, taken in 1908 and 1926 （页面存档备份，存于）, Bancroft Library（英语：Bancroft Library）